# Věčně zpívají lesy
Věčně zpívají lesy (1933, norsky Og bakom synger skogene) je román norského spisovatele Trygve Gulbranssena, první část trilogie o statkáři Dagu Björndalovi. Román popisuje nejen životní osudy Björndala a jeho rodiny, ale současně líčí norskou přírodu, vnímání tradic a víry v Boha.

## Děj
Děj se odehrává ve 2. polovině 18. století v Norsku. Statek Medvědí důl leží v lesích v horách na severu kraje. Lidé z údolí se zdejších obyvatel trochu báli, trochu jim záviděli - a pohrdali jimi. Statek se vždy řídil vlastními zákony – i proto že přežít v drsné přírodě nebylo jednoduché a vyžadovalo sílu, rozum a odvahu. 
Příběh začíná tím, že zdejší statkář zabije nebezpečného medvěda, ale sám při tom zemře. Statku se ujme jeho starší syn Tore, mladší Dag se hodně toulá v lesích, kde si připadá svobodný a loví zde zvěř. Stane se, že na jedné zábavě se dostane do potyčky a zraní jakéhosi mladíka, čímž se obyvatelé Medvědího dolu opět dostanou do řečí pro svou surovost. Dag přemýšlí o svém činu a o životě. Přemýšlí, jak se lidem pod horami pomstít za jejich opovrhování a dospěje k závěru, že nejlepší pomstou by bylo, kdyby viděli statek vzkvétat.Vypraví se do města, aby se tam něco přiučil a po nějakém čase se vrací zpět. Tore se ožení a má i syna. Statek prosperuje. Torova rodina však zahyne při neštěstí, když se pod nimi prolomí led na jezeře. Daga to zdrtí, ztrácí o vše zájem, neví, jak dál, toulá se po lesích a statek začne upadat; postupně se ale Dag vzpamatuje a začne žít znovu – s pokorou před Bohem (postupně také přijde na to, že on se nemá mstít, takové věci jsou v rukou božích). 
Sedláci často zajíždějí do města – obchody vyřizují s kupcem Holderem. Při jedné večeři u Holdera daruje Dag zlatou jehlici jeho dceři Tereze. Tereze bude téměř třicet let, otec jí zemřel, hlavou rodiny se stal strýc a ona by si raději přála odejít z domu, a tak napíše Dagovi dopis, v němž mu vyjadřuje soustrast se ztrátou jeho bratra. Dag se s Terezou ožení. Tereza na statek přijíždí i se svou sestrou Dortheou, jemnou dobrou bytostí. Tereza se dobře stará o hospodářství, vede ho přísně. Ale i ona se skloní před moudrostí a léty prověřenými tradicemi devadesátileté Any z Hamarrbö. Tereze se narodí synové: starší Tore a mladší Dag. Bohatství statku roste: něco přinesla Tereza věnem, navíc Dag je dobrý hospodář - ale také neústupný věřitel. 
Čas plyne a synové vyrostou. Tore zemře mladý (jak předpověděla Ane z Hamarrbö): vypraví se na ples zdejší honorace v domě plukovníka von Gall z Borglandu. Jeho dcera Elisabeth je pyšná, s mladíky si hraje. Urazí i Tora (jinak známého sukničkáře), ten si to ale nenechá líbit a pohanu jí vrátí. Za to ho jeden z Elisabetiných ctitelů zabije – stane se to v Panenské rokli, místě opředeném pověstmi, kam se nikdo neodvažuje. Zrovna po onom činu se tam ulomí skála a spadne na Tora, takže se vražda utají, i když starý Dag tuší, že synova smrt nebyla jen tak. Dorthea zemře. Starý Dag se opět zamýšlí nad životem – Dorthea svá poslední slova pronesla k němu o milosrdenství. Dag se totiž stará především o své peníze a s dlužníky nemá slitování. Později zemře i Tereza. 
Dag pozve na statek bývalého vojáka Klingeho, aby u něho byl jako písař a dělal mu po smrti ženy společnost. Klinge dříve pobýval na Borglandu a Dagovi a Tereze kdysi nakreslil plány pro jejich nové stavení na statku. Klinge na statek jednou jako hosty přivede majora Barra s jeho dcerou Adelheid. Adelheid se zamiluje do mladého Daga a on do ní. Barre s dcerou na statek znovu přijedou jako hosté o Vánocích, Dag s Adelheid jdou spolu dokonce na ples na Borgland. Další den starého Daga navštíví plukovník von Gall a žádá ho o půjčku, neboť Borgland je zadlužený. Dag po rozhovoru s Klingem plukovníkovi pomůže a své dlužníky již nesoudí tak přísně, snaží se jim i vypomáhat. 
Klinge zemře a Adelheid přijede opět na statek na jeho pohřeb. Dívka si myslí, že je to naposledy, že ji Dag asi nemiluje; je jí dvacet sedm let, je chudá a pravděpodobně se tak bude muset provdat za lékárníka z města. Barre s dcerou zůstávají přes léto, aby starému Dagovi dělali společnost. Dag si všimne, že oba mladí jsou jiní, zamilovaní a poslední večer nahlas řekne, jak se věci mají, takže napomůže jejich štěstí. 
Děj pokračuje ve druhé části trilogie Vane vítr z hor.

## Filmové zpracování
Podle knižní předlohy natočil režisér Paul May v roce 1959 stejnojmenný film.